# رزرو (نیومکزیکو)
رزرو (به انگلیسی: Reserve) یک روستا (ایالات متحده آمریکا) در ایالات متحده آمریکا است که در شهرستان کترون، نیومکزیکو واقع شده‌است.
 رزرو ۱٫۴۴ کیلومتر مربع مساحت و ۲۸۹ نفر جمعیت دارد و ۱٬۷۵۹٫۰۲ متر بالاتر از سطح دریا واقع شده‌است.